# Caledonian Railway 264 Class
As locomotivas Caledonian Railway classe 264 e classe 611 foram locomotivas a vapor do tipo tanque e configuração 0-4-0, projetadas por Dugald Drummond e fabricadas pela Neilson and Company em 1885. Outros exemplares foram construídos na St. Rollox railway works sob a supervisão de John F. McIntosh em 1895, 1900, 1902 e 1908.

## Características e utilização
Essas pequenas e curtas locomotivas permaneceram em serviço por um bom tempo, operadas pelas empresas: LMS (que designou todas as locomotivas fabricadas pela Neilson como Classe 0F); e pela British Railways, tendo a última delas sido retirada de serviço em 1962. As locomotivas da classe 0F, algumas vezes chamadas de "pugs", eram usadas como manobreiras na área ao redor de Glasgow, Escócia, as vezes circulando com caçambas adaptadas para aumentar sua capacidade de carvão.
Como a maioria das locomotivas tanque do tipo 0-4-0 daquele período elas tinham cilindros externos e válvulas de correr, controladas pela engrenagem de válvula de Stephenson. Um certo número delas foi vendido para a indústria privada permanecendo em uso na região de Crewe onde atuavam como manobreiras na época da British Railways. Nenhuma delas no entanto, sobreviveu em estado que pudesse ser recuperada e preservada.
Elas são facilmente confundidas com as locomotivas Class Y-9 (NBR Class G), fabricadas anos antes, em 1882, também projetadas por Dugald Drummond num projeto similar de locomotiva tanque, no entanto, as "0F" se distinguem por uma chaminé mais alta e grandes janelas circulares. Ambas foram encomendadas à Drummond pela Neilson & Co para um projeto padrão e foram usadas pela North British, pela LNER e pela  British Railways. Uma das locomotivas NBR Y-9 (a de Nº 42 68095) se encontra preservada no "Bo'ness & Kinneil Railway museum".

## Construção
A construção se estendeu por vários anos, e eventualmente, chegou a 34 locomotivas, como se segue:
| Pedido | Ano  | Numeração | Quantidade |
| ------ | ---- | --------- | ---------- |
| Y1     | 1885 | 264–271   | 8          |
| Y22    | 1889 | 615–620   | 6          |
| Y27    | 1890 | 510–515   | 6          |
| Y43    | 1895 | 611–4     | 4          |
| Y63    | 1900 | 621–6     | 6          |
| Y68    | 1902 | 627–8     | 2          |
| Y88    | 1908 | 431, 463  | 2          |

Todas foram construídas na St Rollox works da Caledonian Railway. Os pedidos: Y1, Y22 e Y27 foram feitos por Dugald Drummond e constituíram a "Classe 264"; os pedidos restantes, foram feitos por John F. McIntosh e constituíram a "Classe 611".

## Smokey Joe

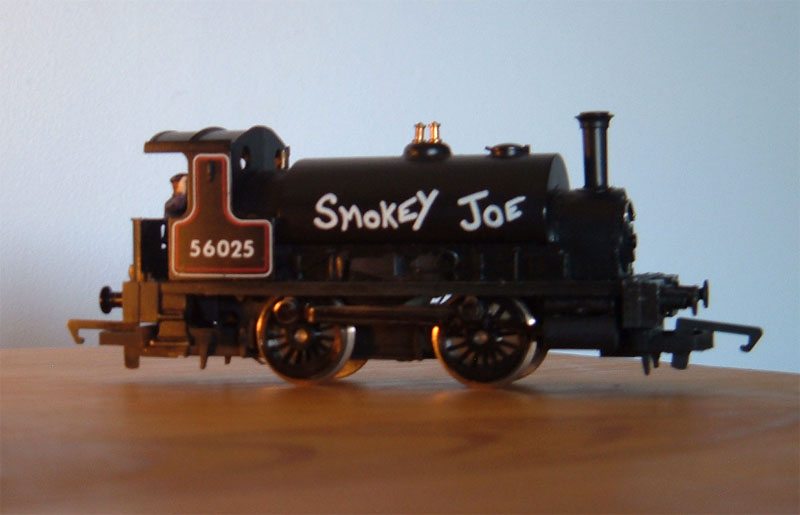
O modelo Smokey Joe 0-4-0.

Smokey Joe é a designação de um modelo dessa locomotiva que tem estado no catálogo da Hornby Railways desde 1983. Devido  a sua aceitação e popularidade, foi declarado como um "item permanente" pela companhia. Sendo um modelos para iniciantes, ele também é a peça central de um kit de mesmo nome na linha de produtos da Hornby. Esse modelo fazia parte do catálogo principal da Hornby até 2010; quando foi movido para a categoria de "iniciantes" a partir de 2011.
Modelos de locomotiva da classe 0F, constam nos catálogos da Hornby desde 1981, mas inicialmente na linha: "Caledonian Railway blue". A versão simplificada "Smokey Joe" lançada em 1983, omitia os corrimãos, presentes nas versões anteriores. De acordo com o manual da Hornby de 2011, o modelo foi originalmente lançado como uma "caracterização" inspirada numa locomotiva escocesa que tinha "Smokey Joe" grafitado com giz no seu tanque, um efeito que o modelo tentou reproduzir.
O número "56025" na lateral do modelo, corresponde a uma locomotiva 0F da segunda série de pedidos, portanto da classe 264, construída em 1890 e segundo os registros, estava alocada na St. Rollox railway works, onde servia como manobreira até ser retirada de serviço em 1960. A decoração do modelo é baseada na decoração usada pela operadora original, a British Railways, em preto com linhas vermelhas e brancas. Fotografias do protótipo original "56025" feitas em 1955 mostram que ao invés do grafite, a máquina tinha um tanque com cobertura em forma de sela decorado com linhas finas e o antigo logotipo da British Railways: um leão arqueado sobre uma roda de locomotiva, e diferente do modelo, com uma cabine fechada (como manobreira, ela não precisava de muito carvão). A maior parte dos outros membros da classe 0F eram pintados completamente de preto, sem linhas e com cabine aberta.
O modelo é acionado por um pequeno motor de 12 V, modelo "HP", do mesmo tipo usado nos carros de autorama Scalextric. Como resultado, a locomotiva gerou reclamações dos ferromodelistas, de que o motor era muito rápido para que o conjunto fosse realista, com resposta deficiente em baixa velocidade. Como resultado, ele normalmente é considerado um brinquedo e não um modelo. Ele não vem com suporte à DCC, no entanto, pode ser convertido.